# Widow's Kiss
Pour les articles homonymes, voir Alliance fatale (téléfilm).
Widow's Kiss (litt. « baiser de la veuve ») est un cocktail classique composé de deux liqueurs françaises à base de plantes - la Chartreuse et la Bénédictine - et d'une eau-de-vie de fruits à base de pommes, généralement complété par un trait d'amers. Cette boisson, qui a probablement vu le jour aux États-Unis à la fin du XIXe siècle, fait partie des short drinks (boissons courtes) et est servie dans un verre à cocktail. En plus de la note herbacée intense et des arômes de « pomme, menthe et eucalyptus », le cocktail a une « légère douceur mielleuse », et son goût est décrit comme intensément aromatique à « médicinal ».

## Histoire
La plus ancienne recette connue du Widow's Kiss est apparue à New York en 1895, où George Kappeler, barman à l'hôtel Holland House, l'a publiée dans son recueil Modern American Drinks :

« Remplissez à moitié un verre à mélange avec des morceaux de glace, ajoutez deux traits d'amers d'Angostura, 1,5 cl de Chartreuse jaune, 1,5 cl de Bénédictine, 3 cl de brandy de pomme ; secouez bien, filtrez dans un verre à cocktail et servez. »

— George J. Kappeler
Étant donné que l'un des ingrédients, la liqueur Bénédictine, est produite depuis 1864 mais importée aux États-Unis seulement depuis 1888 , la date d'origine probable du cocktail peut être ramenée au début des années 1890.
Parfois, la boisson est également attribuée à Harry Johnson, qui l'aurait publiée en 1900 ; cependant, une boisson appelée Widow's Kiss ne se trouve en fait que dans une édition révisée de son livre de bar publié en 1934. Elle est également composée uniquement de liqueurs, à savoir des parts égales de Bénédictine, de Chartreuse verte (au lieu de jaune comme dans le Kappeler's) et de Marasquin, une liqueur de cerise. L'eau-de-vie de pomme est omise comme alcool de base et un jaune d'œuf est également ajouté, ce qui donne un cocktail d'après-dîner comparativement doux et crémeux dans l'ensemble, rappelant fortement un Flip.
D'autres recettes diffèrent également de la version de Kappeler, parfois considérablement. Le livre de bar Jack's Manual, publié à New York en 1910, mentionne bien un Widow's Kiss, mais avec des ingrédients complètement différents, à savoir du whisky de seigle, du sucre, un jaune d'œuf et de l'eau gazeuse, et n'a donc aucun rapport avec la boisson de Kappeler. Parallèlement, une autre recette de la collection, que l'on retrouve également dans d'autres livres de bar du début du XXe siècle, témoigne d'une certaine réputation de la Bénédictine en tant que « liqueur de veuve » : il s'agit d'un lait de poule appelé Widow's Dream, composé de Bénédictine, de jaune d'œuf, de lait et de crème.
Le cocktail n'est devenu plus connu que lorsque la recette de Kappeler a été incluse, presque sans modification, dans le Savoy Cocktail Book, paru en 1930, qui a été l'un des livres de bar les plus influents de la première moitié du XXe siècle et a fait l'objet de nombreuses réimpressions au cours des décennies suivantes,. Son auteur, Harry Craddock, était à l'époque le chef de bar du Savoy Hotel de Londres et possédait une collection considérable de recettes grâce à son travail antérieur aux États-Unis. En 1934, il est cofondateur de la United Kingdom Bartenders' Guild (UKBG) et en devient le vice-président. Contrairement à Kappeler, il ne précise pas la couleur de la liqueur de Chartreuse, ce qui explique que la boisson soit désormais probablement plus souvent mélangée avec la Chartreuse verte, plus ancienne, plus connue mais aussi plus forte, qu'avec la variante jaune plus douce mentionnée par Kappeler. Craddock mentionne également le Calvados (français) comme alternative à l'Apple Brandy couramment utilisé aux États-Unis (voir Applejack).

## Préparation
La version de 1895 de Kappeler est généralement utilisée aujourd'hui comme la recette standard de ce cocktail classique (voir ci-dessus).
Les recettes modernes ne varient que très peu, voire pas du tout, dans la taille des ingrédients ; typiquement, le ratio de mélange de Kappeler est d'une part de Bénédictine et de Chartreuse et d'autre part de deux parts d'eau-de-vie de pomme (généralement du Calvados ou de l'Apple Brandy). Dans le cas de la Chartreuse, la variante verte, plus forte, et la variante jaune, un peu plus douce, sont toutes deux possibles, ou les deux sont utilisées en même temps, comme dans le cas de Simon Difford, selon lequel la Chartreuse verte menaçait à elle seule de dominer les autres ingrédients par son goût fort.
Contrairement à la règle habituelle selon laquelle les cocktails composés uniquement d'ingrédients alcoolisés et faciles à mélanger sont remués avec des glaçons dans un verre à mélange et non secoués, le Widow's Kiss, selon la recette de Kappeler, est encore aujourd'hui majoritairement préparé dans un shaker.